# Sorey Ganda
Sorey Ganda (auch: Sorey Bas, Sorey Ganga) ist ein Weiler in der Landgemeinde Liboré in Niger.

## Geographie
Der Weiler befindet sich rund fünf Kilometer nordöstlich des Hauptorts Liboré der gleichnamigen Landgemeinde, die zum Departement Kollo in der Region Tillabéri gehört. Die Nachbardörfer von Sorey Ganda sind Sorey Béné im Osten und Oulmantama im Westen. Zwischen Sorey Ganda („unteres Sorey“) und Sorey Béné („oberes Sorey“) verläuft das Trockental Kori de Ouallam.
Sorey Ganda ist Teil der Übergangszone zwischen Sahel und Sudan. Die durchschnittliche jährliche Niederschlagsmenge beträgt hier zwischen 500 und 600 mm. Im Weiler wurden die Vogelarten Grautoko (Lophoceros nasutus) und Karminspint (Merops nubicus) beobachtet.

## Bevölkerung
Bei der Volkszählung 2012 hatte Sorey Ganda 1105 Einwohner, die in 163 Haushalten lebten. Bei der Volkszählung 2001 betrug die Einwohnerzahl 552 in 69 Haushalten.

## Wirtschaft und Infrastruktur
Es gibt eine Grundschule in der Siedlung. Am Ortsrand von Sorey Ganda verläuft die asphaltierte Nationalstraße 1, die mit 1601,7 Kilometern längste Fernstraße Nigers.